# Urtica lilloi
Urtica lilloi är en nässelväxtart som först beskrevs av Lucien Leon Hauman, och fick sitt nu gällande namn av D.V. Geltman. Urtica lilloi ingår i släktet nässlor, och familjen nässelväxter. Inga underarter finns listade i Catalogue of Life.